# Tulisaari (ö i Kajanaland, Kehys-Kainuu, lat 64,42, long 29,58)
Tulisaari är en ö i Finland. Den ligger i sjön Patojärvi och i kommunen Kuhmo i den ekonomiska regionen  Kehys-Kainuu  och landskapet Kajanaland, i den centrala delen av landet, 500 km nordost om huvudstaden Helsingfors. Öns area är 0,6 hektar och dess största längd är 150 meter i sydöst-nordvästlig riktning.